# Fukuda Heihachirō

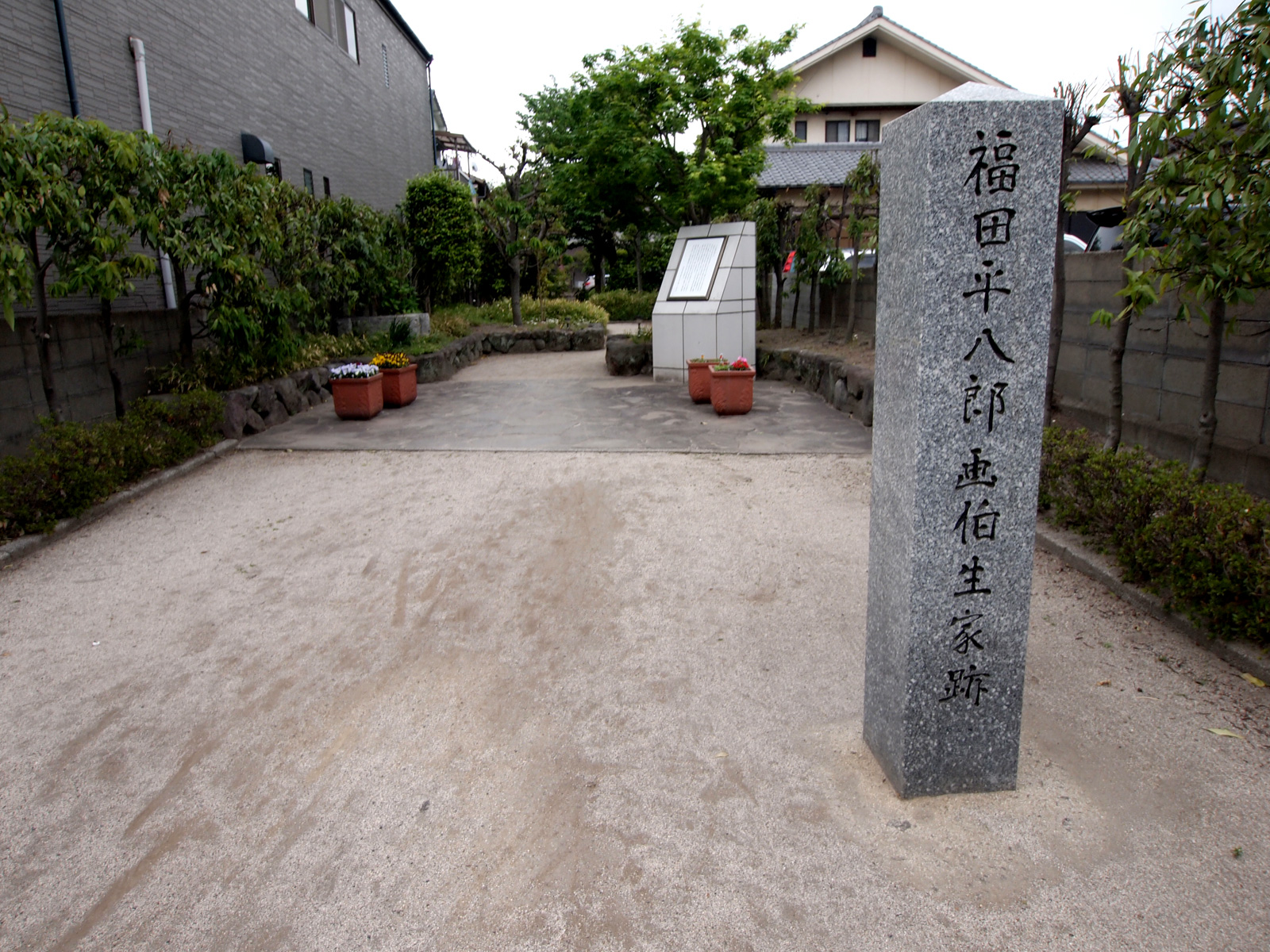
Gedenkstein an Fukudas Geburtsstätte

Fukuda Heihachirō (japanisch 福田 平八郎; geb. 28. Februar 1892 in der Präfektur Ōita; gest. 22. März 1974) war ein japanischer Maler im westlichen Nihonga-Stil der Shōwa-Zeit.

## Leben und Werk
Fukuda besuchte den Vorbereitungskurs der Städtischen Fachschule für Kunst und Kunsthandwerk in Kyōto (京都市立美術工芸専門学校, Kyōto shiritsu bijutsu kōgei semmon gakkō) und machte dann 1918 seinen Abschluss an der Städtischen Schule für Malerei (京都市立絵画専門学校, Kyōto shiritsu kaiga semmon gakkō). Eins seiner Bilder wurde bereits für die jährliche staatliche Kunstausstellung 1919, die ab dem Jahr abgekürzt „Teiten“ genannt wurde. Nachdem seine Beiträge auf der dritten und vierten Ausstellung besonders gewürdigt worden waren, wurden ab da seine Bilder Jury-frei zugelassen. Ab 1924 wurde er selbst häufig Mitglied der Jury.
1947 wurde Fukuda Mitglied der Akademie der schönen Künste, 1949 erhielt er den ersten von der Zeitung Mainichi Shimbun vergebenen Großen Kunstpreis. 1961 erhielt er der den Kulturorden.
Fukuda begann mit einem malerischen Realismus der Maruyama-Shijō-Schule, wechselte dann zu einem dekorativen Stil, gemischt mit leicht abstrakten Zügen. Nach 1945 zeigen seine Bilder orientalischen Symbolismus, wobei die dekorative Note erhalten blieb. So zeigen seine späten Werke einfach Formen mit einem Gefühl für ausdrucksvolle Farbgebung. Zu seinen repräsentativen Werken gehören 
- „Granatapfelbaum“ (安石榴, Zakuro; 1920), auf dessen Ast eine Katze ruht,
- „Karpfen“ (鯉, Koi), ein Motiv, das Fukuda öfters gemalt hat,
- „Rippeln auf dem Wasser“ (漣, Sazanami; 1932), ein zweiteiliger Stellschirm mit fast abstrakten horizontalen blauen Riffeln,
- „Ayu“ (鮎, Ayu), eine Gruppe dieser kleinen Fische, ein Motiv, das Fukuda öfters gemalt hat,
- „Neuschnee“ (親雪, Shinsetsu) zeigt fast abstrakt nur fünf schneebedeckte Steinplatten,
- „Bambussprossen“ (筍, Takenoko; 1947), ein Motiv, das Fukuda öfters gemalt hat,
- „Regen“ (雨, Ame; 1953). „Regen“ zeigt einen graublauen Ziegeldach-Ausschnitt, auf dem man den Regen eher spürt als sieht.

Im Jahr 2012 gab die japanische Post innerhalb der Serie „60 Jahre Nationalmuseum für moderne Kunst Tokio und 50 Jahre Nationalmuseum für moderne Kunst Kyōto“ eine 80-Yen-Briefmarke heraus, die das Gemälde Fukudas mit dem Titel „Blumen, eine Studie“ (花の習作, Hana no shūsaku) aus dem Jahr 1960 zeigt.